# Máy bay tiêm kích ban ngày

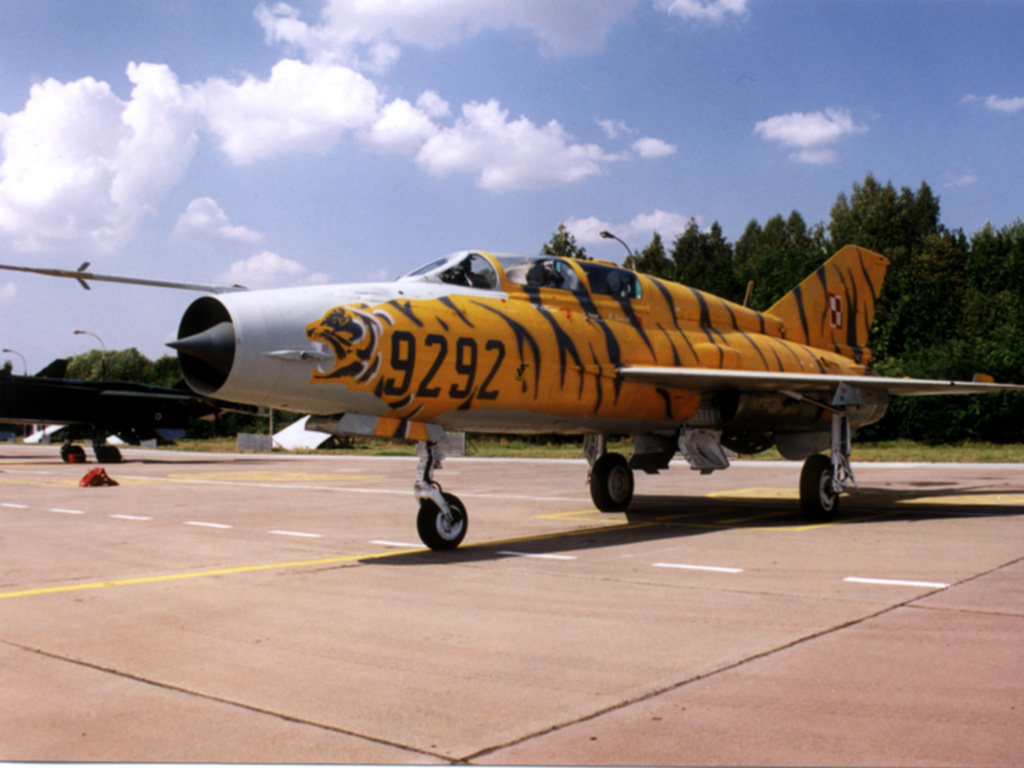
MiG-21

Máy bay tiêm kích ban ngày là một máy bay tiêm kích được trang bị chỉ với mục đích chiến đấu trong thời gian ban ngày. Đặc biệt hơn, đây còn là một loại máy bay tiêm kích liên quan tới máy bay đa mục đích sử dụng, mà không bao gồm thiết bị cho chiến đấu ban đêm (như radar), dù máy bay tiêm kích ban đêm đôi khi được dùng để chỉ một số máy bay tiêm kích đánh chặn.
Những ví dụ về loại máy bay tiêm kích này như Supermarine Spitfire và Messerschmitt Bf 109. Cả hai đều là máy bay tiêm kích đánh chặn xuất sắc, nhưng chúng cũng được sử dụng vào vai trò như tiêm kích tấn công và trinh sát. Tuy nhiên, không một máy bay nào thật sự có khả năng để sử dụng nhưi một máy bay tiêm kích ban đêm hữu ích, vì vậy thuật ngữ máy bay tiêm kích ban ngày được sử dụng để mô tả những thiết kế loại này.
Ngày nay, gần như mọi loại máy bay tiêm kích đều có đủ thiết bị để sử dụng như một máy bay tiêm kích ban đêm, vì vậy thuật ngữ này đã không còn được sử dụng nữa. Máy bay tiêm kích hạng nhẹ không có các thiết bị bay đêm đầy đủ như F-5 Freedom Fighter/Tiger II và MiG-21 Fishbed đều được đa số quốc gia yếu về tiềm lực kinh tế sử dụng, do thiếu tiền để mua các máy bay tiêm kích hiện đại.
Những máy bay tiêm kích ban ngày cuối cùng hiện nay là nguyên bản F-16 và YF-17, chúng đã tham gia vào cuộc cạnh tranh trong hợp đồng Máy bay tiêm kích hạng nhẹ, mục đích của bản hợp đồng là cung cấp cho Không quân Mỹ một máy bay tiêm kích ban ngày có giá thành không quá cao để có thể trang bị với số lượng lớn nhằm thiết lập ưu thế trên không. Trớ trêu là khi chiến thắng trong hợp đồng, F-16 đã nhanh chóng trở thành máy bay đa chức năng và không thể coi là một máy bay tiêm kích ban ngày.